# Kanton Dieue-sur-Meuse
Kanton Dieue-sur-Meuse (fr. Canton de Dieue-sur-Meuse) je francouzský kanton v departementu Meuse v regionu Grand Est. Tvoří ho 62 obcí. Zřízen byl v roce 2015.

## Obce kantonu
| - Ambly-sur-Meuse - Ancemont - Autrécourt-sur-Aire - Bannoncourt - Baudrémont - Beaulieu-en-Argonne - Beausite - Belrain - Bouquemont - Brizeaux - Courcelles-en-Barrois - Courouvre - Dieue-sur-Meuse - Dompcevrin - Èvres - Foucaucourt-sur-Thabas - Fresnes-au-Mont - Génicourt-sur-Meuse - Gimécourt - Heippes - Ippécourt | - Julvécourt - Kœur-la-Grande - Kœur-la-Petite - Lahaymeix - Landrecourt-Lempire - Lavallée - Lavoye - Lemmes - Levoncourt - Lignières-sur-Aire - Longchamps-sur-Aire - Ménil-aux-Bois - Les Monthairons - Neuville-en-Verdunois - Nicey-sur-Aire - Nixéville-Blercourt - Nubécourt - Osches - Pierrefitte-sur-Aire - Pretz-en-Argonne - Rambluzin-et-Benoite-Vaux | - Récourt-le-Creux - Rupt-devant-Saint-Mihiel - Rupt-en-Woëvre - Saint-André-en-Barrois - Sampigny - Senoncourt-les-Maujouy - Seuil-d'Argonne - Sommedieue - Les Souhesmes-Rampont - Souilly - Thillombois - Tilly-sur-Meuse - Les Trois-Domaines - Vadelaincourt - Ville-devant-Belrain - Villers-sur-Meuse - Ville-sur-Cousances - Villotte-sur-Aire - Waly - Woimbey |